# Chlorophylle f

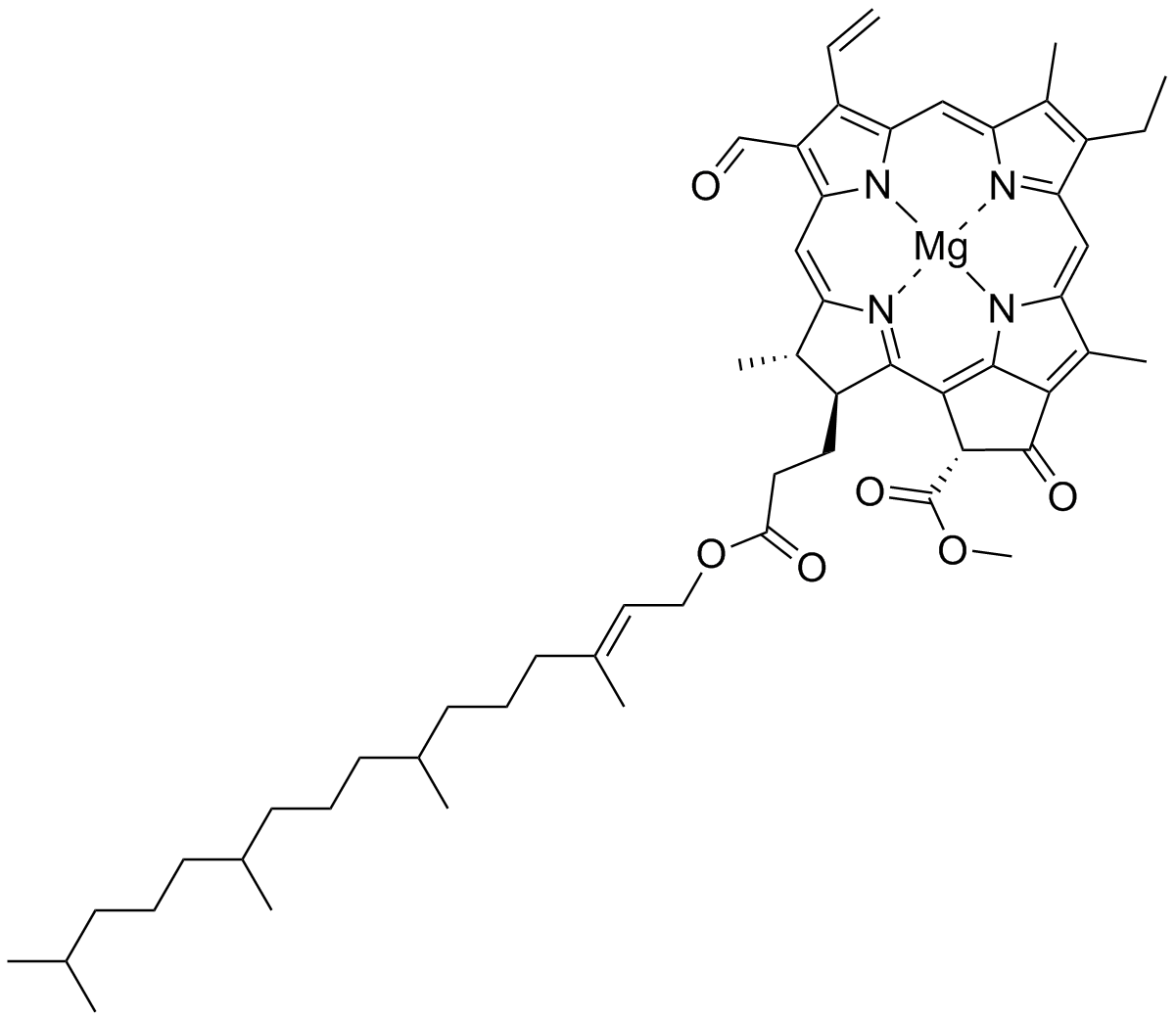
Structure de la chlorophylle f.

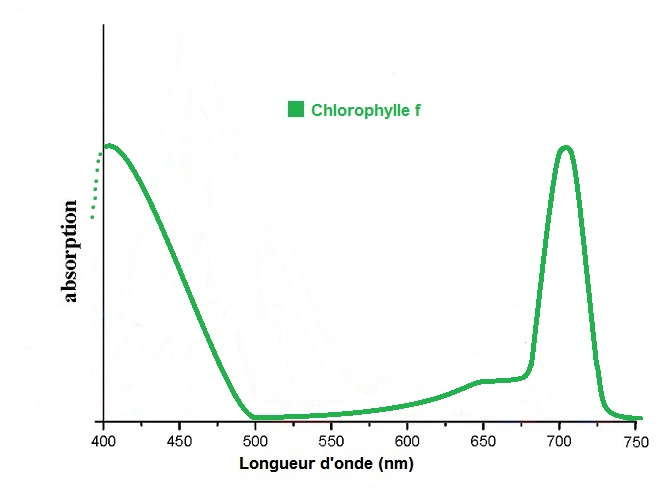
Spectre d'absorption de la chlorophylle f.

La chlorophylle f est une forme de chlorophylle découverte en été 2010 dans des stromatolithes de la baie Shark en Australie-Occidentale. Elle présente la particularité d'avoir un spectre d'absorption décalé vers le rouge, c'est-à-dire qu'elle absorbe davantage de rayonnement infrarouge (à l'entour de 700 nm) que les autres chlorophylles. La chlorophylle f absorbe aussi les longueurs d'onde dans le bleu et l'ultraviolet (entre 350 et 450 nm) Son étude par RMN, par DFT et par spectroscopie visible et spectrométrie de masse indiquent que sa structure serait celle d'une chlorophylle a ayant un groupe aldéhyde –CHO en C2 à la place du méthyle –CH3, soit la 2-formyl-chlorophylle a. La distribution de cette chlorophylle dans l'écosystème demeure inconnue.
On savait déjà en 2010 que certaines bactéries photosynthétiques étaient capables d'utiliser le rayonnement infrarouge mais il s'agissait de bactéries qui, contrairement aux plantes et aux cyanobactéries, ne produisent pas d'oxygène, lequel pourrait nécessiter des ondes plus énergétiques que la lumière infrarouge : l'existence éventuelle de bactéries photosynthétiques produisant de l'oxygène à partir de rayonnements infrarouges constituerait une découverte significative. L'étude de 2010 n'établissait cependant pas le rôle exact de la chlorophylle f, qui pouvait n'intervenir que pour apporter de la chaleur.
En 2018, une étude biophysique de la cyanobactérie Chroococcidiopsis thermalis montre qu'elle est capable de se développer sous un éclairage infrarouge autour de 750 nm et que la chlorophylle f est bien impliquée dans les deux photosystèmes I (autour de 745 nm) et II (autour de 727 nm).